# Anita Staps

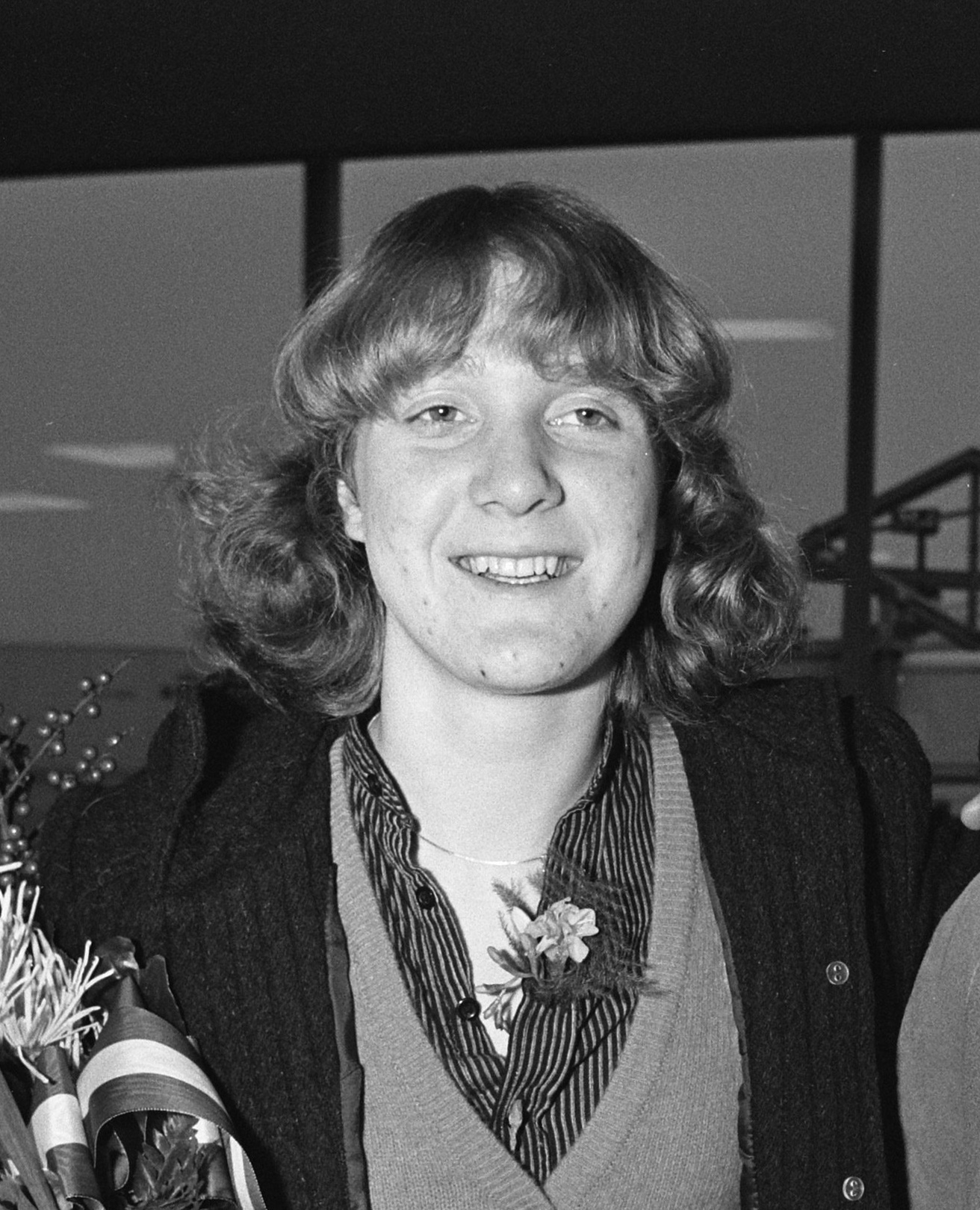
Anita Staps (1980)

Anita Staps (* 5. April 1961 in Tilburg) ist eine ehemalige niederländische Judoka. 1980 war sie die erste niederländische Judoweltmeisterin.

## Sportliche Karriere
Anita Staps nahm bereits in den Jahren 1974 bis 1976 an den British Open teil und gewann 1976 in der Gewichtsklasse bis 56 Kilogramm. 1978 gewann sie ihren ersten niederländischen Meistertitel, nun in der Gewichtsklasse bis 61 Kilogramm startend. 1980 war sie erneut niederländische Meisterin. Bei den Weltmeisterschaften 1980 in New York City, den ersten Frauen-Weltmeisterschaften im Judo überhaupt, bezwang Anita Staps in ihrem ersten Kampf die Jugoslawin Marina Angelović und im Viertelfinale Xiomara Orozco aus Venezuela. Im Halbfinale besiegte sie die Deutsche Inge Berg und im Finale die Italienerin Laura di Toma. 1981 gewann sie ihren dritten niederländischen Meistertitel.
1982 trat Anita Staps in der Gewichtsklasse bis 66 Kilogramm an und wurde zu Jahresbeginn niederländische Meisterin. Ende 1982 fanden in Paris die zweiten Frauen-Weltmeisterschaften statt. Staps besiegte die Australierin Kerrye Katz und Christine Penick aus den Vereinigten Staaten. Im Halbfinale unterlag sie der Deutschen Karin Krüger, den Kampf um eine Bronzemedaille gewann Staps gegen die Österreicherin Gertrude Kranzl.
Nach einem Jahr ohne Teilnahme an einem internationalen Turnier trat Anita Staps 1984 in der Gewichtsklasse bis 72 Kilogramm an und wurde auch hier auf Anhieb niederländische Meisterin. Bei den Weltmeisterschaften in Wien unterlag sie im Viertelfinale der Deutschen Barbara Claßen. Mit Siegen in der Hoffnungsrunde über die Finnin Anne Åkerblom und die Dänin Merete Grey erkämpfte sie eine Bronzemedaille. 1985 war sie erneut niederländische Meisterin. Bei den Europameisterschaften 1985 verlor sie im Viertelfinale gegen die Französin Nathalie Lupino, den Kampf um Bronze verlor sie gegen die Österreicherin Karin Posch.
Danach kehrte Anita Staps in die Gewichtsklasse bis 66 Kilogramm zurück und gewann 1986 ihren siebten Meistertitel. Bei den Europameisterschaften 1986 belegte sie den siebten Platz. Ein halbes Jahr später fanden in Maastricht die Weltmeisterschaften 1986 statt. Staps unterlag im Viertelfinale der Französin Brigitte Deydier. Mit Siegen über die Britin Eileen Boyle und die Polin Jolanta Marszałek erkämpfte sich Anita Staps eine Bronzemedaille. Sie hatte damit bei den ersten vier Weltmeisterschaften jeweils eine Medaille gewonnen. 1987 beendete sie ihre aktive Laufbahn und wurde Judolehrerin.